# Kintampo

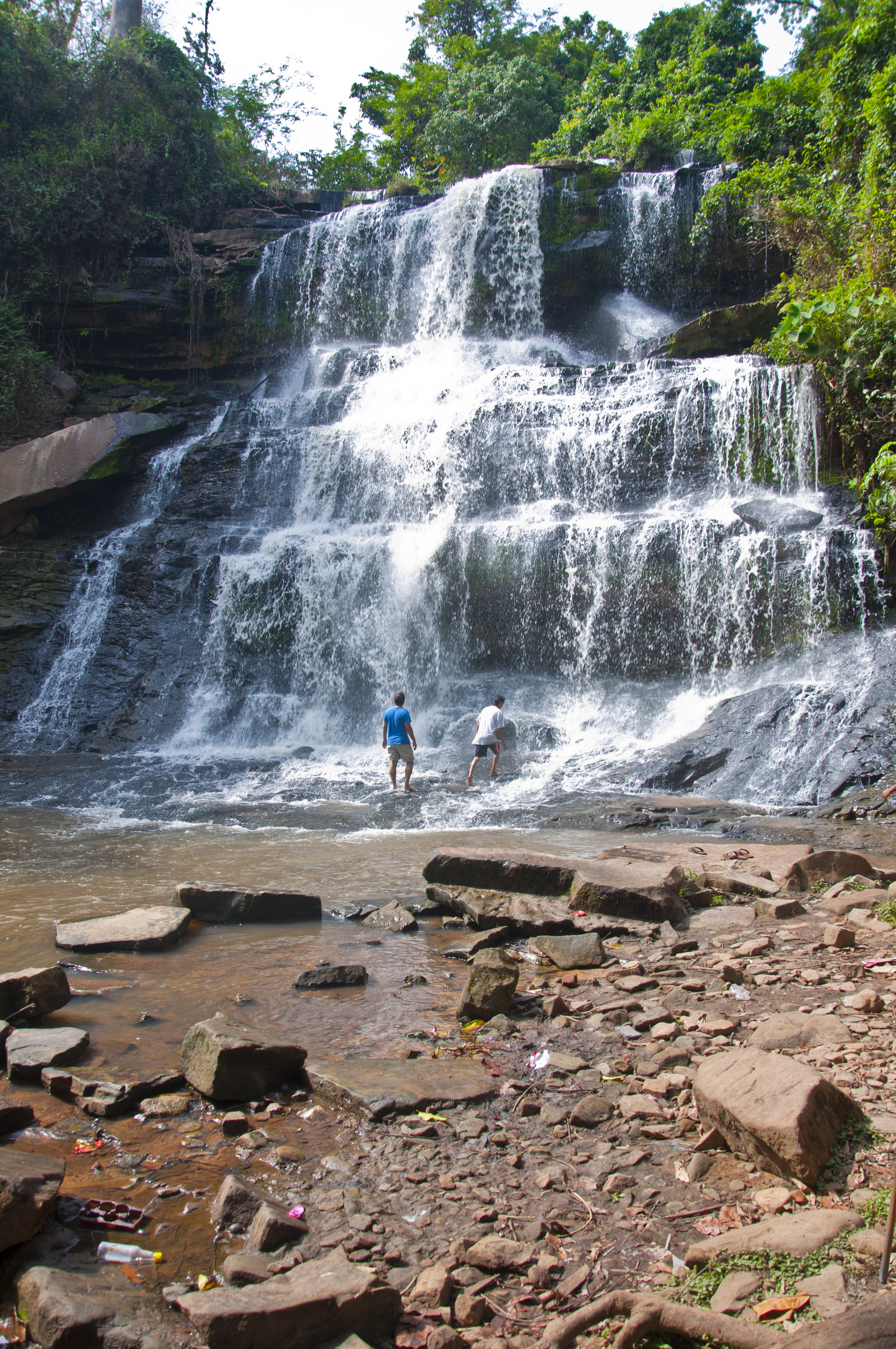
Kintampofallen.

Kintampo är en ort i västra Ghana. Den är huvudort för distriktet Kintampo North, och folkmängden uppgick till 42 957 invånare vid folkräkningen 2010. Kintampofallen är en turistattraktion som ligger några kilometer nordost om staden.